# Митин, Андрей Валентинович
Андрей Валентинович Митин (род. 5 апреля 1970) — российский конник, участник летних Олимпийских игр 2016 и 2020 годов. Чемпион России (2015). Мастер спорта России международного класса по троеборью.

## Биография
Заниматься конным спортом Андрей Митин начал с 10 лет в СШ «Битца». Через год начал заниматься троеборьем под руководством Андрея Гришина. Чемпион СССР в личном и командном зачётах. Личным тренером спортсмена является Фердинанд Кибизов. На соревнованиях представляет Северную Осетию.
Пытался отобраться на летние Олимпийские игры 2012 года, однако из-за травм не смог набрать необходимого количества рейтинговых очков.
В 2016 году Андрей Митин принял участие в летних Олимпийских играх в Рио-де-Жанейро. Поскольку российская сборная смогла квалифицироваться в командное многоборье (впервые с 1992 года), то результаты, показанные Митиным шли и в личный, и в командный зачёт. По итогам выездки Митин набрал 59,9 штрафных балла, в результате чего расположился на 62-й позиции, показав второй результат среди россиян. При этом сборная России занимала после выездки заключительное 13-е место. Вторым этапом троеборья был кросс, с которым Митин не смог справиться, в результате чего был дисквалифицирован за повторный отказ лошади преодолеть препятствие и завершил борьбу за медали. Также из-за различных причин не завершили дистанцию кросса остальные российские спортсмены, в результате чего сборная России получила максимально возможное количество штрафных баллов (3000) и досрочно заняла последнее 13-е место.
В 2017 году Митин стал чемпионом России по троеборью, а в 2018 году занял третье место.